# Dai Bakuhatsu No.1
Singles de ZONE
GOOD DAYS
(2001) Secret Base ~Kimi ga Kureta Mono~
(2001)
Dai Bakuhatsu No.1 est le 2e single major du groupe ZONE sous le label Sony Music Records et le 3e en tout, sorti le 23 mai 2001 au Japon. Il arrive 33e à l'Oricon et reste classé 2 semaines pour un total de 12 000 exemplaires vendus dans cette période. C'est le single le moins vendu du groupe.
En 2009, Dai Bakuhatsu No.1 est reprise par le groupe Friends sur l'album BEST FRIENDS. Dai Bakuhatsu No.1 se trouve sur l'album Z, sur la compilation E ~Complete A side Singles~ et sur l'album en hommage au groupe ZONE Tribute ~Kimi ga Kureta Mono~.

## Liste des titres
| 1. | Daibakuhatsu NO.1 (大爆発NO.1)                                                           | Katsuhiko Wada | Katsuhiko Wada | 4:03 |
| 2. | Make Your Move ~Koudou wo Okose~ (メイク・ユア・ムーヴ～行動をおこせ～)                  | Michiko Ono    | Noriko Ogawa   | 4:41 |
| 3. | Daibakuhatsu NO.1 (Backing Tracks) (大爆発NO.1)                                          | Katsuhiko Wada | Katsuhiko Wada | 4:03 |
| 4. | Make Your Move ~Koudou wo Okose~ (Backing Tracks) (メイク・ユア・ムーヴ～行動をおこせ～) | Michiko Ono    | Noriko Ogawa   | 4:40 |